# Penzlin
Penzlin település Németországban, Mecklenburg-Elő-Pomeránia tartományban. Lakosainak száma 4053 fő (2023. december 31.).

## Népesség
A település népességének változása:
| Lakosok száma | 4248 | 4177 | 4159 | 4134 | 4094 | 4053 |
|               | 2015 | 2017 | 2019 | 2021 | 2022 | 2023 |